# Еквил (Манш)
Еквил (фр. Acqueville) насеље је и општина у северној Француској у региону Доња Нормандија, у департману Манш која припада префектури Cherbourg.
По подацима из 2011. године у општини је живело 657 становника, а густина насељености је износила 113,47 становника/km². Општина се простире на површини од 5,79 km². Налази се на средњој надморској висини од 150 метара (максималној 178 m, а минималној 72 m).

## Демографија
| 1962. | 1968. | 1975. | 1982. | 1990. | 1999. | 2011. |
| ----- | ----- | ----- | ----- | ----- | ----- | ----- |
| 231   | 253   | 251   | 411   | 617   | 650   | 657   |

График промене броја становника у току последњих година